# Фурудатэ, Харуити
Харуити Фурудатэ (яп. 古舘 春一 Фурудатэ Харуити, 7 марта 1983, Курумай, префектура Ивате, Япония) — японский мангака, работающий в жанре сёнэн, автор манги Haikyu!!. Выпускник профессиональной школы дизайна Сендая (яп. 仙台デザイン専門学校) в префектуре Мияги.

## Биография
До окончания школы жил в префектуре Ивате, играл в волейбольном секции в качестве центрального блокирующего. После окончания школы поступил в профессиональную школу дизайна Сендая и 8-9 лет прожил в префектуре Мияги. С 2008 года его работы публикуются издательством корпорации Shueisha в Weekly Shonen Jump.

## Работы
- Ousama Kiddo (яп. 王様キッド О:сама Киддо) (2008)
- Asobiba (яп. アソビバ。 Асобиба) (2009)
- Kiben Gakuha, Yotsuya Senpai no Kaidan (яп. 詭弁学派、四ッ谷先輩の怪談。 Кибэн гакуха, Ёцуя-сэмпай но кайдан) (Weekly Shonen Jump, 2010)
- Haikyu!! (яп. ハイキュー!! Хайкю:) (Weekly Shonen Jump, 2012–2020)